# 野津山幸宏の野津山は、の「ず」やまじゃないよ。の「づ」やまだよ。のづやまゆきひろのNOZU生!
『野津山幸宏の野津山は、の「ず」やまじゃないよ。の「づ」やまだよ。のづやまゆきひろのNOZU生!』は、2018年10月24日からニコニコ生放送で公開されている番組。略称は『NOZU生!』。

## 概要
声優の野津山幸宏がMCを務めるバラエティー番組。毎月1回不定期で生放送している。21時から22時までの1時間番組。21時25分ごろまではチャンネル会員以外でも見られる無料配信であり、以降22時まではチャンネル会員限定放送となっている。
2018年4月18日に開始したツイキャス配信番組「NOZUキャス」の後身番組として2018年10月24日から放送スタート。第10回まではツイキャスでも無料パートを同時配信していた。
不定期でゲストの出演もある。また、野津山の所属する事務所Rush Styleの代表である速水奨がゲストと謳わずに出演することもある。
本編アーカイブは、ゲスト出演回については放送後約1か月間、それ以外は無期限公開となっている。おまけ動画についてはゲスト出演回もすべて無期限公開。2020年6月19日までは本編アーカイブの公開はなかったが、一斉解禁となった。
オリジナルキャラに扮しお題をこなす企画コーナーや、野津山がシナリオを自作した恋愛シミュレーションコーナーNOZUどきメモリアルなど、バラエティー要素の強い番組内容だったが、2021年10月27日に放送された第37回で放送3周年を記念してリニューアルが行われ、ゲストとのトークをメインにした構成に変更された。
番組タイトルについて、ヘボン式表記を採っているため、日本式表記の「NODU」ではなく「NOZU」となっている。

## コーナー

### 現在行われているコーナー
リスナー調査
日本や世界のどこから番組を見ているか、視聴者アンケートを行う。ニコ生のアンケート機能を活用したコーナー。第32回から開始。
即興絵描き歌
その場で出されたイラストのお題について、即興の絵描き歌を歌いながら描き上げていく。ゲストがいる場合は、交互に歌いつつ描く回と、野津山とゲストで歌唱担当とイラスト担当を分担しイラスト担当はお題を見ずに歌唱担当の歌のみでイラストを描く回がある。第9回から開始。
おたより紹介を除くともっとも長く続いているコーナーとなる。
2021年4月24日開催のニコニコネット超会議2021「イケボ☆ステージ Presented by チャンフェス」では、番組の一部をクイズとする企画にて第28回放送内の絵描き歌コーナーが取り上げられた。
履歴書チェック
ゲストのパーソナルな一面を引き出す、一問一答形式のトークコーナー。ゲストの自画像、趣味特技、幼少期のエピソードなどを深堀する。
おたより紹介
視聴者から寄せられたふつおたやゲストへのメッセージなどを紹介する。
NOPPONグランプリ
大喜利のコーナー。視聴者の回答から、惜しくも最優秀賞を逃したものと、最優秀賞を野津山が選出する。ゲストがいる場合はゲストも同様に選出。野津山も大喜利に回答する。第34回から開始。

### 過去のコーナー
NOZUどきメモリアル
野津山が自作したシナリオを使った恋愛シミュレーションゲームのシミュレーションドラマ。のづくんを攻略するため、選択肢による分岐でハッピーエンドを目指す。分岐はニコ生のアンケート機能を利用して視聴者による多数決で決定。第1回から第30回まで不定期で実施。第30回で最終回を迎えた。
神対応
1分間画面に流れたコメントを野津山がすべて読む、と称したエンディングの1コーナー。読めるのは半分ほどだった。第22回から第32回まで実施。
メールを送ってくれた方のお名前をラップ調で紹介
NOZUキャス第4回にて披露し、好評のためNOZU生でも第1回より実施。第17回で終了。

## 放送リスト
| ＃ | 放送日 | 放送日   | ゲスト     | 絵描き歌お題                             | 備考                   |
| -- | ------ | -------- | ---------- | ---------------------------------------- | ---------------------- |
| 1  | 2018年 | 10月24日 |            |                                          | 速水奨出演             |
| 2  | 2018年 | 11月30日 |            |                                          |                        |
| 3  | 2018年 | 12月24日 | 木村昴     |                                          |                        |
| 4  | 2019年 | 1月30日  |            |                                          | 速水奨出演             |
| 5  | 2019年 | 2月22日  |            |                                          | 速水奨出演             |
| 6  | 2019年 | 3月15日  |            |                                          |                        |
| 7  | 2019年 | 4月15日  |            |                                          |                        |
| 8  | 2019年 | 5月28日  | 伊東健人   |                                          |                        |
| 9  | 2019年 | 6月16日  |            | カタツムリ／踊るネコ                     |                        |
| 10 | 2019年 | 7月23日  |            | 和太鼓を叩くパンダ                       |                        |
| 11 | 2019年 | 8月27日  | 速水奨     |                                          |                        |
| 12 | 2019年 | 9月17日  |            | 餅つくサンマ                             |                        |
| 13 | 2019年 | 10月18日 | 石谷春貴   |                                          |                        |
| 14 | 2019年 | 11月18日 |            | ブランコで遊ぶハムスター                 |                        |
| 15 | 2019年 | 12月24日 | 木島隆一   |                                          |                        |
| 16 | 2020年 | 1月28日  |            | DJをする鬼                               |                        |
| 17 | 2020年 | 2月17日  |            | お内裏様とお雛様が酔いつぶれているところ |                        |
| 18 | 2020年 | 3月13日  | 石井孝英   |                                          |                        |
| 19 | 2020年 | 4月27日  |            |                                          | リモート生放送         |
| 20 | 2020年 | 5月18日  |            |                                          | リモート生放送         |
| 21 | 2020年 | 6月21日  | 白井悠介   |                                          | リモート生放送         |
| 22 | 2020年 | 7月17日  |            |                                          |                        |
| 23 | 2020年 | 8月17日  |            | パンダ                                   |                        |
| 24 | 2020年 | 9月18日  |            | 餅をつく月のウサギ                       |                        |
| 25 | 2020年 | 10月30日 | 狩野翔     |                                          |                        |
| 26 | 2020年 | 11月30日 | 菊池勇成   |                                          |                        |
| 27 | 2020年 | 12月23日 | 斉藤壮馬   | サンタとトナカイ                         |                        |
| 28 | 2021年 | 1月27日  |            | 雪だるま                                 |                        |
| 29 | 2021年 | 2月24日  | 河西健吾   | 食い倒れ人形                             |                        |
| 30 | 2021年 | 3月31日  |            | ツバメ                                   | 速水奨出演             |
| 31 | 2021年 | 4月28日  | 梶原岳人   |                                          |                        |
| 32 | 2021年 | 5月28日  |            | ナマズ                                   |                        |
| 33 | 2021年 | 6月30日  | 小南光司   | シカ                                     |                        |
| 34 | 2021年 | 7月13日  |            | ヒマワリ                                 |                        |
| 35 | 2021年 | 8月18日  | 林勇       | バイク                                   |                        |
| 36 | 2021年 | 9月22日  |            | 満月                                     |                        |
| 37 | 2021年 | 10月27日 | 阿座上洋平 |                                          | 冒頭で野津山の結婚報告 |
| 38 | 2021年 | 11月17日 | 木島隆一   | ブドウ                                   |                        |
| 39 | 2021年 | 12月24日 | 神尾晋一郎 |                                          |                        |

## イベント
- 2019年3月31日 - NOZU生!ぷれぜんつ　野津山幸宏ファンミーティング「のづくんと一緒♪」（iTSCOM STUDIO & HALL 二子玉川ライズ）